# Запис орах код извора (Извор)
Запис орах код извора (Извор) се налази на парцели чији је власник Манастир Свете Петке.

## Локација
| Општина             | Параћин                                                                     |
| Катастарска општина | Извор                                                                       |
| Потес               | Церјак                                                                      |
| Координате          | 43° 51′ 25″ С; 21° 35′ 54″ И / 43.856900000000003° С; 21.598400000000002° И |
| Надморска висина    | 258m                                                                        |

## Карактеристике
Дендрометријске вредности утврђене на терену и сателитским снимцима:
| Стабло                     | Орах |
| Висина стабла              | m    |
| Обим дебла                 | m    |
| Пречник крошње             | 12m  |
| Пречник дебла              | m    |
| Висина дебла до прве гране | m    |

## База записа
Запис је у оквиру Викимедија пројекта "Запис - Свето дрво" заведен под редним бројем 0349.